# Ofione
Ofione (in greco antico: Ὀφίων?, Ophíōn) è un personaggio della mitologia greca. Fu il primo re dei Titani e dei cieli.
Eurinome (in greco antico: Εὐρυνόμη?, Eyrynómē) fu sua moglie e fu la regina dei Titani.

## Genealogia
Come ogni Titano, entrambi dovrebbero essere figli di Urano e Gea, ma non esistono scritti che ne attestino i genitori.
Secondo Ferecide di Siro e Callimaco, Ofione aveva diversi figli, chiamati Ofionidi i cui nomi però non sono noti.

## Mitologia
Il mito di Ofione e di Eurinome risale probabilmente a due divinità Orfiche che figuravano negli scritti Presocratici di Ferecide di Siro citati nel Celsum 4, 42 di Origene e che sono stati raccolti nell'opera Die Fragmente der Vorsokratiker. Di questi scritti rimangono purtroppo pochi frammenti.
Entrambi regnarono nel "Paradiso" dopo Urano e Gea e furono sconfitti da Crono e Rea, ossia i loro successori ed ultimi tra i dominatori pre-olimpici. 

Sconfitti, furono gettati nel Tartaro  o nell'oceano.
Eurinome potrebbe essere identificata con l'oceanina Eurinome ma la sua omonima è un'oceanina (quindi figlia di Oceano) mentre l'Eurinome moglie di Ofione è una titanide (quindi figlia di Urano). 

Come altri autori però, lo stesso Apollonio Rodio genera (o contribuisce) all'equivoco poiché (e riferendosi ad un canto di Orfeo), scrive prima che la moglie di Ofione è figlia di Oceano ma poi parla dei due Titani sconfitti da Crono e Rea e gettati nell'Oceano.
Il mito di Ofione non era ampiamente usato nell'antichità e spesso contraddice altre versioni più popolari dei miti. 

Non ci sono infatti riferimenti sia nelle opere di Omero che nella Teogonia di Esiodo.